# Антон Делев
Антон Неделчев Делев е български книжовник, журналист, писател и общественик, деец на Върховния македоно-одрински комитет.

## Биография
Роден е в 1859 година. Участва в освободителната борба на българите в Македония. При разцеплението в Македоно-одринската организация Делев е привърженик на крилото, подкрепящо Иван Цончев. Издава в Кюстендил и редактира вестник „Струма“. Воюва с вестник „Изгрев“ на Иван Кепов, поддържащ позициите на комитета Станишев – Карайовов. Автор е на първия български превод на романа „Манон Леско“, издаден през 1898 година.
До смъртта си в 1902 година се занимава с книжовна дейност. Пише под псевдонимите А. Н. Вардарски, Александър Дел и други. Автор е на комедията „Българският XIX век“, издадена в София в 1886 година.